# The International (Amsterdam)

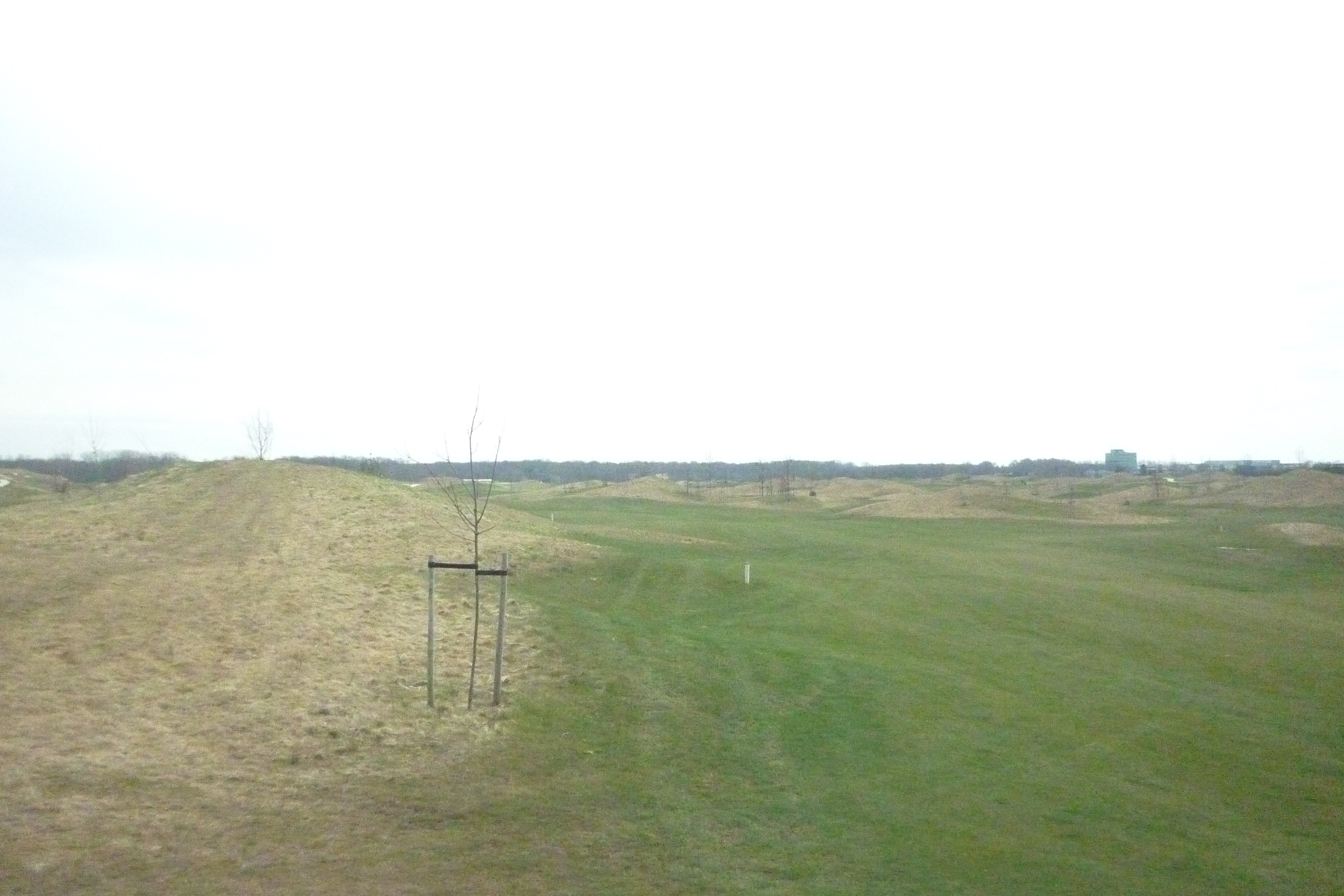
Typische linksbaan

The International  is een golfclub in Badhoevedorp in de buurtschap Nieuwe Meer ten noordoosten van Schiphol. 

## Baan en clubhuis
De golfbaan is een initiatief van Marcel Welling, die met grondeigenaar Schiphol Real Estate een 75-jarig erfpachtcontract afsloot.   

### Baan
The International is aangelegd op een voormalige zandwinningsput. De 18 holesbaan is ontworpen door de Welshe golfer Ian Woosnam in samenwerking met de firma's Mastergolf en BurgGolf. De bunkers zijn gevuld met een mengsel van zand en gemalen marmer om het witter te maken.  Er is een hoogteverschil van 14 meter. De waterpartijen kregen natuurvriendelijke oevers. Er zijn twee naast elkaar liggende eilandgreens.

### Clubhuis

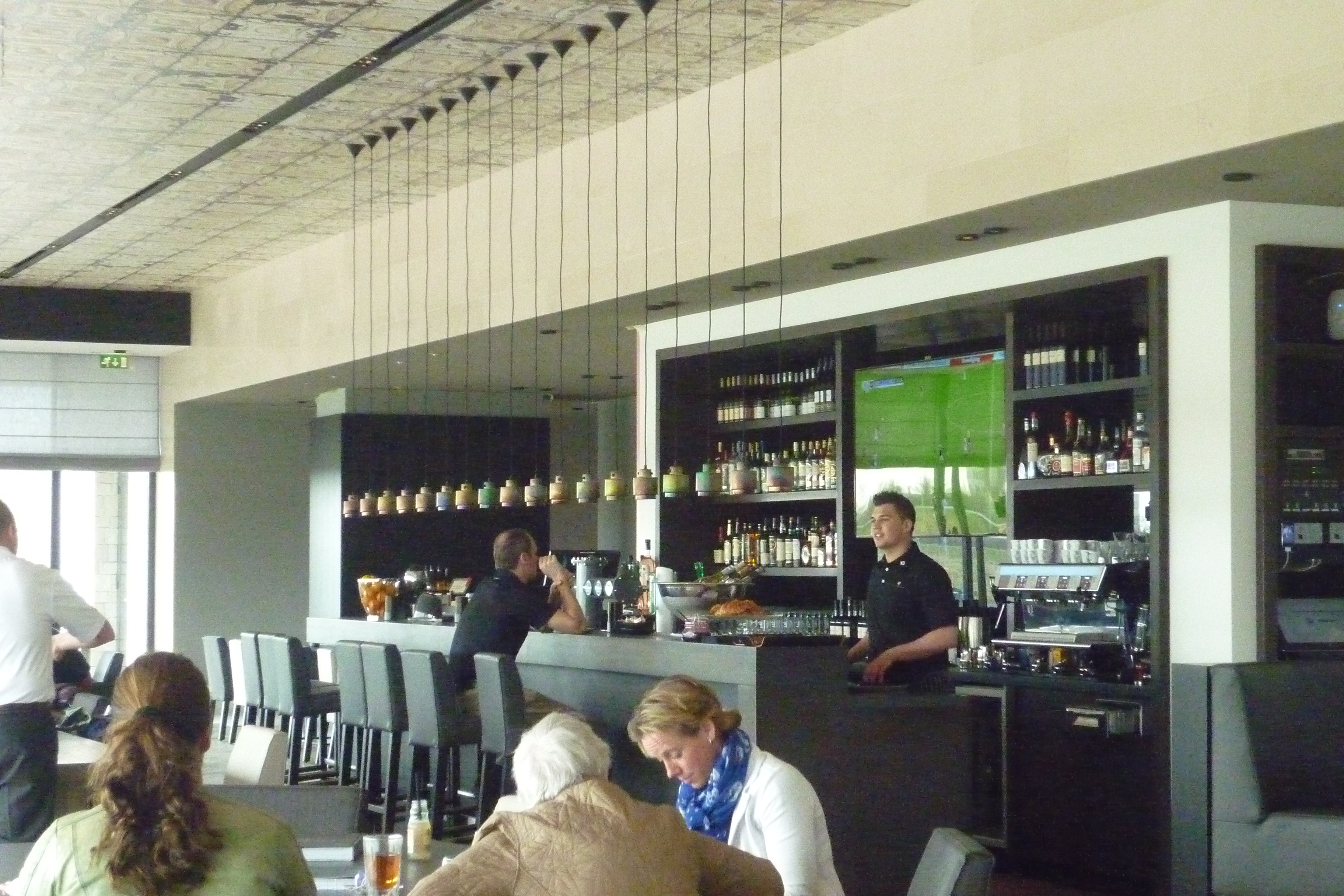
Interieur van het clubhuis

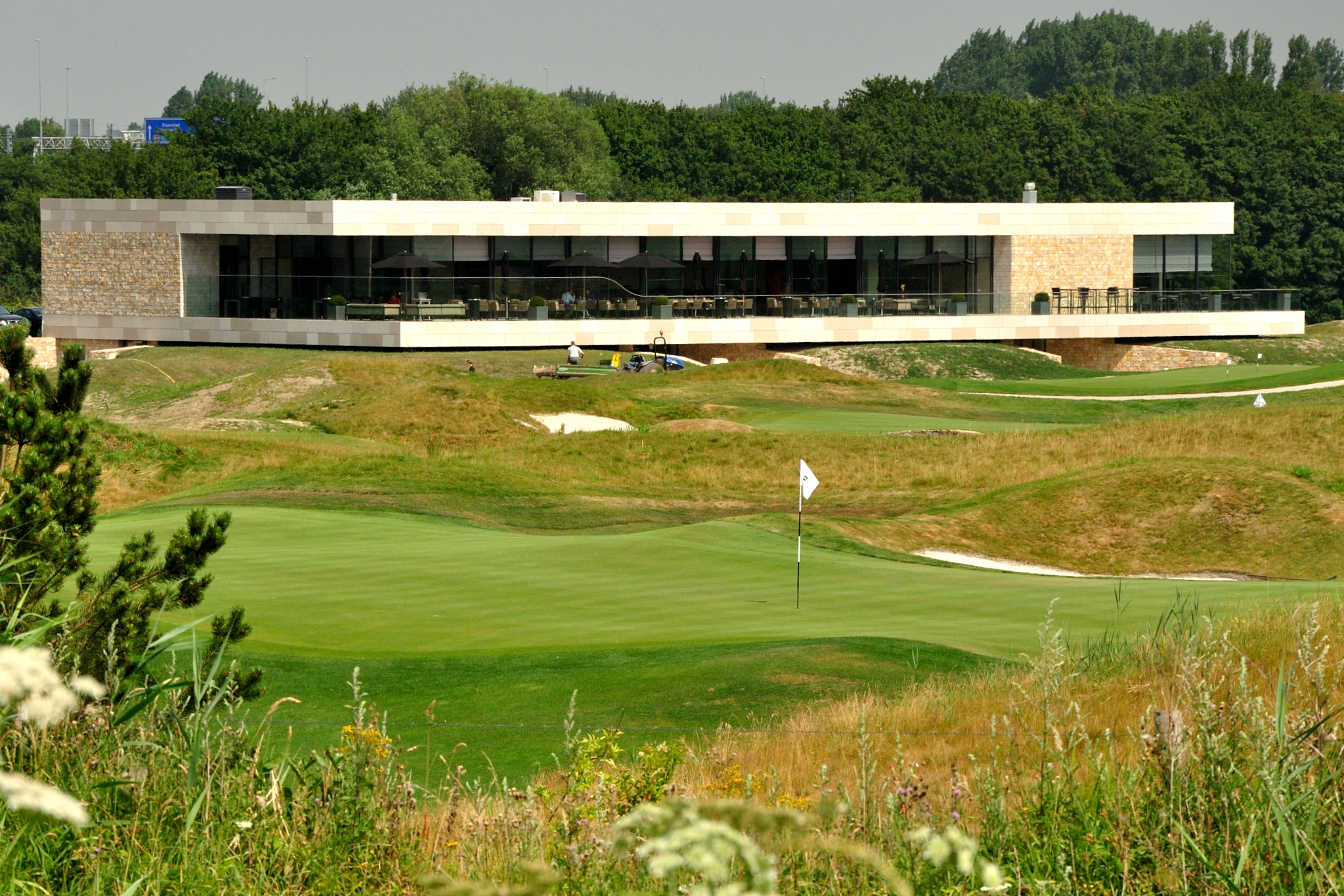
Exterieur van het clubhuis

Met de bouw van het clubhuis werd in mei 2012 gestart. Het clubhuis, werd ontworpen door Francien Houben van Mecanoo en ingericht door Piet Boon. Het werd in maart 2013 opgeleverd.
Voor de bouw van het clubhuis zijn materialen uit Portugal gehaald. Ook de buggypaden zijn van Portugese zandkeien gemaakt,

### Ligging
De baan ligt ten zuidwesten van Amsterdam, op het terrein van 77 hectare ten oosten van de kruising van de A4 en A9. Er is ook een natte en droge ecologische verbindingszone van ongeveer 25 hectare langs de noord- en oostkant van de baan. Achter die zone liggen het  Nieuwe Meer en het Amsterdamse Bos.

## Toernooien

### Ladies Open
Van 24 tot 26 mei 2013 werd het Deloitte Ladies Open er ontvangen. Winnares was de Engelse rookie Holly Clyburn.
Van 23 tot 25 mei 2014 werd het Deloitte Ladies Open 2014 op The International gespeeld. Winnares werd na 2 play-offrondes de Schotse Kylie Walker. Christel Boeljon eindigde op de vierde plaats met 2 slagen meer dan Walker.

### Senior Open
Van 11-13 oktober 2013 werd het Dutch Senior Open op The International gespeeld. Het prijzengeld was € 200.000. De eerste twee rondes speelde iedere professional met een amateur in teamverband en voor zijn eigen score, de derde ronde werd alleen door de professionals gespeeld. Winnaar werd de Engelsman Simon P. Brown. Door slechte weersomstandigheden werd het toernooi ingekort tot 36 holes. Brown eindigde 2 slagen voor de Schot Ross Drummond.
Ook in 2014 was The International host voor het Senior open. De negende editie van dit toernooi werd dat jaar gehouden van 10-12 oktober.

### KLM Open
In 2019, 2024 en 2025 werd het KLM Open op The International gespeeld.

## Trivia
- De ingang is aan de Oude Haagseweg (de voormalige A4). Vanaf de A4 moet met de afslag Sloten nemen. Tijdens het Ladies Open wordt een parkeerplaats gebruikt vanwaar een shuttle de toeschouwers naar de baan brengt.
- Het project werd gestart onder de naam Amsterdam International. Hiertegen werd bezwaar gemaakt door de Amsterdamsche Golf Club uit angst dat de naam verwarring zou scheppen.

Zie ook de Lijst van golfbanen in Nederland